# Jordi Arrese
Jordi Arrese Castañé, né le 29 août 1964 à Barcelone, est un joueur de tennis espagnol, professionnel de 1982 à 2008.

## Biographie
Jordi Arrese est un spécialiste de la terre battue. Il a remporté 6 titres en simple sur le circuit ATP et son meilleur classement fut 23e en 1991. Il a aussi 4 titres en double.
Le principal fait d'armes de Jordi Arrese est d'avoir gagné la médaille d'argent aux Jeux olympiques de Barcelone dans sa ville natale. Il ne s'incline qu'après une finale marathon en 5 sets face au Suisse Marc Rosset (7-6, 6-4, 3-6, 4-6, 8-6).
Un deuxième évènement contribue à médiatiser sa carrière. Le 23 avril 1991, Björn Borg fait son retour à la compétition à Monte-Carlo et pour son premier match essuie une défaite assez sèche face à Arrese (6-2, 6-3).
En 2004, il conquit en tant que capitaine la deuxième Coupe Davis de l'histoire du tennis espagnol en battant les États-Unis à Séville. En réalité, le staff technique était composé de 3 sélectionneurs différents mais Arrese était le capitaine officiel et en tant que tel assistait aux rencontres depuis le bord du terrain.

## Résultats en Grand Chelem

### En simple
| Année | Open d'Australie | Open d'Australie | Roland-Garros | Roland-Garros     | Wimbledon | Wimbledon   | US Open  | US Open        |
| ----- | ---------------- | ---------------- | ------------- | ----------------- | --------- | ----------- | -------- | -------------- |
| 1985  | -                | -                | 3e tour       | Hans Gildemeister | -         | -           | -        | -              |
| 1986  | -                | -                | -             | -                 | -         | -           | -        | -              |
| 1987  | -                | -                | 3e tour       | Jimmy Arias       | -         | -           | -        | -              |
| 1988  | -                | -                | 2e tour       | Mark Woodforde    | -         | -           | -        | -              |
| 1989  | -                | -                | 1er tour      | Jakob Hlasek      | -         | -           | -        | -              |
| 1990  | 2e tour          | Pete Sampras     | 3e tour       | Andrei Chesnokov  | -         | -           | 1er tour | David Wheaton  |
| 1991  | -                | -                | 1er tour      | Boris Becker      | 1er tour  | Gary Muller | -        | -              |
| 1992  | -                | -                | 1er tour      | Andreï Cherkasov  | -         | -           | 1er tour | Wayne Ferreira |
| 1993  | -                | -                | 3e tour       | Richard Krajicek  | -         | -           | -        | -              |
| 1994  | -                | -                | 2e tour       | Michael Chang     | -         | -           | -        | -              |
| 1995  | -                | -                | 1er tour      | Magnus Larsson    | -         | -           | -        | -              |
| 1996  | -                | -                | 1er tour      | Goran Ivanišević  | -         | -           | -        | -              |

À droite du résultat, l'ultime adversaire.

### En double
| Année | Open d'Australie          | Open d'Australie                 | Roland-Garros               | Roland-Garros                 | Wimbledon | Wimbledon | US Open | US Open |
| ----- | ------------------------- | -------------------------------- | --------------------------- | ----------------------------- | --------- | --------- | ------- | ------- |
| 1986  | -                         | -                                | 1er tour Jorge Bardou       | Nelson Aerts Luiz Mattar      | -         | -         | -       | -       |
| 1987  | -                         | -                                | 2e tour David de Miguel     | Tore Meinecke Ricki Osterthun | -         | -         | -       | -       |
| 1988  | -                         | -                                | -                           | -                             | -         | -         | -       | -       |
| 1989  | -                         | -                                | 1er tour Claudio Mezzadri   | Ugo Colombini Luis Herrera    | -         | -         | -       | -       |
| 1990  | 1er tour Francisco Clavet | David Adams José Francisco Altur | -                           | -                             | -         | -         | -       | -       |
| 1991  | -                         | -                                | -                           | -                             | -         | -         | -       | -       |
| 1992  | -                         | -                                | -                           | -                             | -         | -         | -       | -       |
| 1993  | -                         | -                                | -                           | -                             | -         | -         | -       | -       |
| 1994  | -                         | -                                | -                           | -                             | -         | -         | -       | -       |
| 1995  | -                         | -                                | 2e tour José Antonio Conde  | Karel Nováček Mats Wilander   | -         | -         | -       | -       |
| 1996  | -                         | -                                | 2e tour Stefano Pescosolido | Libor Pimek Byron Talbot      | -         | -         | -       | -       |

Sous le résultat, le partenaire ; à droite, l'ultime équipe adverse.